# Lisa Carrington
Lisa Carrington (Tauranga, Baía de Plenty, 23 de junho de 1989) é uma multimedalhista canoísta neozelandesa.

## Carreira
Conquistou a medalha de ouro na K-1 200 m em Londres 2012. Ela repetiu o feito na Rio 2016, se tornando bicampeão olímpica.
Ganhou três ouros em Tóquio 2020, os quais foram obtidos na K-1 duzentos, na K-2 quinhentos ao lado de Caitlin Regal, e na K-1 quinhentos metros.